# Galina Voskoboeva
Galina Voskoboeva (en russe : Галина Олеговна Воскобоева), née le dimanche 18 décembre 1984 à Moscou (Russie), est une joueuse de tennis professionnelle d'origine russe. En 2008, elle prend la nationalité kazakhe.
À ce jour, elle a remporté cinq titres en double dames sur le circuit WTA.

## Palmarès

### Titre en simple dames
Aucun

### Finale en simple dames
| No | Date       | Nom et lieu du tournoi   | Catégorie | Dotation  | Surface    | Vainqueure          | Score      |          |
| -- | ---------- | ------------------------ | --------- | --------- | ---------- | ------------------- | ---------- | -------- |
| 1  | 19-09-2011 | Hansol Korea Open, Séoul | Intern'l  | 220 000 $ | Dur (ext.) | María José Martínez | 7-60, 7-62 | Parcours |

### Titres en double dames
| No | Date       | Nom et lieu du tournoi                          | Catégorie | Dotation  | Surface      | Partenaire          | Finalistes                          | Score            |          |
| -- | ---------- | ----------------------------------------------- | --------- | --------- | ------------ | ------------------- | ----------------------------------- | ---------------- | -------- |
| 1  | 28-02-2011 | BMW Malaysian Open Kuala Lumpur                 | Intern'l  | 220 000 $ | Dur (ext.)   | Dinara Safina       | N. Lertcheewakarn Jessica Moore     | 7-5, 2-6, [10-5] | Parcours |
| 2  | 25-04-2011 | Estoril Open Estoril                            | Intern'l  | 220 000 $ | Terre (ext.) | Alisa Kleybanova    | Eléni Daniilídou Michaëlla Krajicek | 6-4, 6-2         | Parcours |
| 3  | 16-05-2011 | Brussels Open by GDF Suez Bruxelles             | Premier   | 618 000 $ | Terre (ext.) | Andrea Hlaváčková   | Klaudia Jans Alicja Rosolska        | 3-6, 6-0, [10-5] | Parcours |
| 4  | 18-02-2013 | US National Indoor Tennis Championships Memphis | Intern'l  | 235 000 $ | Dur (int.)   | Kristina Mladenovic | Sofia Arvidsson Johanna Larsson     | 7-65, 6-3        | Parcours |
| 5  | 24-02-2014 | Abierto Mexicano Telcel Acapulco                | Intern'l  | 250 000 $ | Dur (ext.)   | Kristina Mladenovic | Petra Cetkovská Iveta Melzer        | 6-3, 2-6, [10-5] | Parcours |

### Finales en double dames
| No | Date       | Nom et lieu du tournoi                      | Catégorie | Dotation    | Surface         | Vainqueures                           | Partenaire           | Score             |          |
| -- | ---------- | ------------------------------------------- | --------- | ----------- | --------------- | ------------------------------------- | -------------------- | ----------------- | -------- |
| 1  | 03-10-2005 | Tashkent Open Tachkent                      | Tier IV   | 140 000 $   | Dur (ext.)      | Maria Elena Camerin Émilie Loit       | Anastasia Rodionova  | 6-3, 6-0          | Parcours |
| 2  | 09-10-2006 | Kremlin Cup Moscou                          | Tier I    | 1 340 000 $ | Moquette (int.) | Květa Peschke Francesca Schiavone     | Iveta Benešová       | 6-4, 6-74, 6-1    | Parcours |
| 3  | 01-01-2007 | Australian Women's HC Gold Coast            | Tier III  | 175 000 $   | Dur (ext.)      | Dinara Safina Katarina Srebotnik      | Iveta Benešová       | 6-3, 6-4          | Parcours |
| 4  | 18-07-2011 | Baku Cup Bakou                              | Intern'l  | 220 000 $   | Dur (ext.)      | Mariya Koryttseva Tatiana Poutchek    | Monica Niculescu     | 6-3, 2-6, [10-8]  | Parcours |
| 5  | 19-09-2011 | Hansol Korea Open Séoul                     | Intern'l  | 220 000 $   | Dur (ext.)      | Natalie Grandin Vladimíra Uhlířová    | Vera Dushevina       | 7-65, 6-4         | Parcours |
| 6  | 17-10-2011 | Kremlin Cup Moscou                          | Premier   | 721 000 $   | Dur (int.)      | Vania King Yaroslava Shvedova         | Anastasia Rodionova  | 7-63, 6-3         | Parcours |
| 7  | 30-04-2012 | Estoril Open Estoril                        | Intern'l  | 220 000 $   | Terre (ext.)    | Chuang Chia-jung Zhang Shuai          | Yaroslava Shvedova   | 4-6, 6-1, [11-9]  | Parcours |
| 8  | 16-09-2013 | GRC Bank Int'l Women's Open Guangzhou       | Intern'l  | 500 000 $   | Dur (ext.)      | Hsieh Su-wei Peng Shuai               | Vania King           | 6-3, 4-6, [12-10] | Parcours |
| 9  | 29-12-2013 | Brisbane International Brisbane             | Premier   | 1 000 000 $ | Dur (ext.)      | Alla Kudryavtseva Anastasia Rodionova | Kristina Mladenovic  | 6-3, 6-1          | Parcours |
| 10 | 20-02-2017 | Hungarian Ladies Open Budapest              | Intern'l  | 250 000 $   | Dur (int.)      | Hsieh Su-wei Oksana Kalashnikova      | Arina Rodionova      | 6-3, 4-6, [10-4]  | Parcours |
| 11 | 23-07-2018 | Moscow River Cup presented by INGRAD Moscou | Intern'l  | 626 750 $   | Terre (ext.)    | Anastasia Potapova Vera Zvonareva     | Alexandra Panova     | 6-0, 6-3          | Parcours |
| 12 | 08-04-2019 | Samsung Open presented by Cornèr Lugano     | Intern'l  | 226 750 $   | Terre (ext.)    | Sorana Cîrstea Andreea Mitu           | Veronika Kudermetova | 1-6, 6-2, [10-8]  | Parcours |
| 13 | 22-07-2019 | Baltic Open Jurmala                         | Intern'l  | 226 750 € $ | Terre (ext.)    | Sharon Fichman Nina Stojanović        | Jeļena Ostapenko     | 2-6, 7-61, [10-6] | Parcours |

### Titre en double en WTA 125
| No | Date       | Nom et lieu du tournoi        | Catégorie | Dotation  | Surface    | Partenaire           | Finalistes                      | Score    |          |
| -- | ---------- | ----------------------------- | --------- | --------- | ---------- | -------------------- | ------------------------------- | -------- | -------- |
| 1  | 05-11-2018 | Engie Open de Limoges Limoges | WTA 125   | 115 000 $ | Dur (int.) | Veronika Kudermetova | Timea Bacsinszky Vera Zvonareva | 7-5, 6-4 | Parcours |

## Parcours en Grand Chelem

### En simple dames
| Année | Open d'Australie | Open d'Australie    | Internationaux de France | Internationaux de France | Wimbledon       | Wimbledon           | US Open         | US Open             |
| ----- | ---------------- | ------------------- | ------------------------ | ------------------------ | --------------- | ------------------- | --------------- | ------------------- |
| 2003  | —                | —                   | —                        | —                        | Q1              | Carly Gullickson    | —               | —                   |
| 2004  | Q2               | Roberta Vinci       | Q1                       | Yuliana Fedak            | Q2              | Alexandra Stevenson | Q2              | Nicole Vaidišová    |
| 2005  | Q3               | Michaëlla Krajicek  | Q3                       | Mervana Jugić-Salkić     | Q1              | Virág Németh        | Q2              | Pauline Parmentier  |
| 2006  | 2e tour (1/32)   | Maria Kirilenko     | 1er tour (1/64)          | Ivana Lisjak             | Q3              | Meilen Tu           | 1er tour (1/64) | Eva Birnerová       |
| 2007  | 1er tour (1/64)  | Iveta Benešová      | Q2                       | Maret Ani                | Q1              | Evgeniya Rodina     | Q2              | Marina Erakovic     |
| 2008  | Q2               | Margit Rüütel       | 2e tour (1/32)           | Petra Cetkovská          | 1er tour (1/64) | Carla Suárez        | 1er tour (1/64) | Marion Bartoli      |
| 2009  | 3e tour (1/16)   | Nadia Petrova       | 2e tour (1/32)           | Svetlana Kuznetsova      | 1er tour (1/64) | Li Na               | 1er tour (1/64) | Caroline Wozniacki  |
| 2010  | 1er tour (1/64)  | Tsvetana Pironkova  | Q1                       | Kathrin Wörle            | —               | —                   | —               | —                   |
| 2011  | —                | —                   | —                        | —                        | Q3              | Alexa Glatch        | 1er tour (1/64) | Francesca Schiavone |
| 2012  | 3e tour (1/16)   | Agnieszka Radwańska | 1er tour (1/64)          | Vania King               | 2e tour (1/32)  | Yanina Wickmayer    | 2e tour (1/32)  | Andrea Hlaváčková   |
| 2013  | 1er tour (1/64)  | Venus Williams      | 2e tour (1/32)           | Roberta Vinci            | 1er tour (1/64) | Eugenie Bouchard    | 2e tour (1/32)  | Serena Williams     |
| 2014  | 2e tour (1/32)   | Carla Suárez        | —                        | —                        | —               | —                   | —               | —                   |
|       |                  |                     |                          |                          |                 |                     |                 |                     |
| 2016  | —                | —                   | 1er tour (1/64)          | Zhang Shuai              | —               | —                   | —               | —                   |
| 2017  | 1er tour (1/64)  | Elina Svitolina     | —                        | —                        | —               | —                   | —               | —                   |

N.B. : à droite du résultat se trouve le nom de l'ultime adversaire.

### En double dames
N.B. : le nom du ou de la partenaire se trouve sous le résultat ; les noms des ultimes adversaires se trouvent à droite.

### En double mixte
| Année | Open d'Australie                                                      | Open d'Australie                                                     | Internationaux de France                                                        | Internationaux de France                                                   | Wimbledon | Wimbledon | US Open | US Open |
| ----- | --------------------------------------------------------------------- | -------------------------------------------------------------------- | ------------------------------------------------------------------------------- | -------------------------------------------------------------------------- | --------- | --------- | ------- | ------- |
| 2008  | 2e tour (1/8) Čermák \|\| style="text-align:left;" \| Peschke Damm    | —                                                                    | —                                                                               | —                                                                          | —         | —         | —       |         |
| 2009  | 1er tour (1/16) Ullyett \|\| style="text-align:left;" \| Chuang Kas   | —                                                                    | —                                                                               | 2e tour (1/16) Rojer \|\| style="text-align:left;" \| Hsieh Ullyett        | —         | —         |         |         |
|       |                                                                       |                                                                      |                                                                                 |                                                                            |           |           |         |         |
| 2012  | 1er tour (1/16) Peya \|\| style="text-align:left;" \| Raymond Bopanna | 1/2 finale Bracciali \|\| style="text-align:left;" \| Mirza Bhupathi | 2e tour (1/16) Elgin \|\| style="text-align:left;" \| Görges Nestor             | 2e tour (1/8) Bracciali \|\| style="text-align:left;" \| Peschke Matkowski |           |           |         |         |
| 2013  | —                                                                     | —                                                                    | 1er tour (1/16) Bracciali \|\| style="text-align:left;" \| Janković Paes        | 1er tour (1/32) Bracciali \|\| style="text-align:left;" \| Spears Ram      | —         | —         |         |         |
|       |                                                                       |                                                                      |                                                                                 |                                                                            |           |           |         |         |
| 2016  | —                                                                     | —                                                                    | 2e tour (1/8) Martin \|\| style="text-align:left;" \| Hlaváčková Roger-Vasselin | —                                                                          | —         | —         | —       |         |
|       |                                                                       |                                                                      |                                                                                 |                                                                            |           |           |         |         |
| 2019  | —                                                                     | —                                                                    | 1er tour (1/32) Venus \|\| style="text-align:left;" \| Rosolska Mektić          | 2e tour (1/16) Molchanov \|\| style="text-align:left;" \| Melichar Soares  | —         | —         |         |         |

N.B. : le nom du ou de la partenaire se trouve sous le résultat ; les noms des ultimes adversaires se trouvent à droite.

## Parcours en «Premier Mandatory» et «Premier 5»
Découlant d'une réforme du circuit WTA inaugurée en 2009, les tournois WTA « Premier Mandatory » et « Premier 5 » constituent les catégories d'épreuves les plus prestigieuses, après les quatre levées du Grand Chelem.

### En simple dames
| Année |       |                 |                |                                 |                              |                             |                             |                           |             |                            |  |  |
| Doha  | Dubaï | Indian Wells    | Miami          | Madrid                          | Rome                         | Canada                      | Cincinnati                  | Pékin                     |             | Tokyo                      |  |  |
| Doha  | Dubaï | Indian Wells    | Miami          | Madrid                          | Rome                         | Canada                      | Cincinnati                  | Pékin                     | Wuhan       |                            |  |  |
| Doha  | Dubaï | Indian Wells    | Miami          | Madrid                          | Rome                         | Canada                      | Cincinnati                  | Pékin                     | Guadalajara |                            |  |  |
| 2009  |       | Hors calendrier |                |                                 | 2e tour (1/32) A. Kleybanova |                             |                             |                           |             | 1er tour (1/32) V. King    |  |  |
| 2011  |       | Hors catégorie  |                |                                 |                              |                             |                             | 1/4 de finale V. Azarenka |             |                            |  |  |
| 2012  |       |                 | Hors catégorie | 2e tour (1/32) Li N.            | 1er tour (1/64) C. McHale    | 1er tour (1/32) E. Makarova | 1er tour (1/32) S. Williams | 2e tour (1/16) C. McHale  |             |                            |  |  |
| 2013  |       |                 | Hors catégorie | 1er tour (1/64) K. Date         |                              |                             |                             |                           |             | 2e tour (1/16) J. Janković |  |  |
| 2014  |       |                 | Hors catégorie | 1er tour (1/64) M.T. Torró Flor | 1er tour (1/64) T. Pironkova |                             |                             |                           |             |                            |  |  |
| 2016  |       |                 | Hors catégorie | 1er tour (1/64) H. Watson       | 1er tour (1/64) A. Cornet    |                             |                             |                           |             |                            |  |  |

Sous le résultat, l’ultime adversaire.
1. 1 2   Les tournois de Doha et Dubaï alternent le statut de tournoi WTA 1000 (ex Premier 5) entre 2009 et 2023 : les trois premières éditions ont lieu à Dubaï, les trois suivantes à Doha, puis Dubaï accueille le tournoi de cette catégorie les années impaires et Dubaï les années paires. De 2011 à 2023, la ville qui n’accueille pas de WTA 1000 organise à la place un tournoi WTA 500 (ex Premier).
2. 1 2 3 4 5 6 7 8   L’ordre de déroulement des tournois a évolué depuis 2009 : Rome se dispute avant Madrid et Cincinnati avant Montréal/Toronto jusqu’en 2010, tandis que Tokyo/Wuhan/Guadalajara ont lieu avant Pékin jusqu’en 2023.

## Parcours aux Jeux olympiques

### En simple dames
| # | Date       | Nom de l'olympiade             | Surface      | Résultat        | Ultime adversaire | Score    |          |
| - | ---------- | ------------------------------ | ------------ | --------------- | ----------------- | -------- | -------- |
| 1 | 28/07/2012 | Olympic Tennis Event Wimbledon | Gazon (ext.) | 1er tour (1/32) | Tímea Babos       | 6-4, 6-2 | Parcours |

### En double dames
| # | Date       | Nom de l'olympiade                  | Surface      | Résultat        | Partenaire         | Ultimes adversaires               | Score     |          |
| - | ---------- | ----------------------------------- | ------------ | --------------- | ------------------ | --------------------------------- | --------- | -------- |
| 1 | 28/07/2012 | Olympic Tennis Event Wimbledon      | Gazon (ext.) | 2e tour (1/8)   | Yaroslava Shvedova | Maria Kirilenko Nadia Petrova     | 6-3, 6-2  | Parcours |
| 2 | 06/08/2016 | Olympic Tennis Event Rio de Janeiro | Dur (ext.)   | 1er tour (1/16) | Yaroslava Shvedova | Kirsten Flipkens Yanina Wickmayer | 7-66, 6-2 | Parcours |

## Parcours en Fed Cup
| #                                                                | Date       | Lieu     | Surface    | Gagnante(s)                          | Perdante(s)                           | Score             |          |
| ---------------------------------------------------------------- | ---------- | -------- | ---------- | ------------------------------------ | ------------------------------------- | ----------------- | -------- |
|                                                                  |            |          |            |                                      |                                       |                   |          |
| 2013 - Barrage (groupe mondial II) - France - Kazakhstan - 4 : 1 |            |          |            |                                      |                                       |                   |          |
| 1                                                                | 20/04/2013 | Besançon | Dur (int.) | Marion Bartoli                       | Galina Voskoboeva                     | 6-0, 6-3          | Parcours |
| 1                                                                | 20/04/2013 | Besançon | Dur (int.) | Caroline Garcia Kristina Mladenovic  | Sesil Karatantcheva Galina Voskoboeva | 6-2, 7-5          | Parcours |
|                                                                  |            |          |            |                                      |                                       |                   |          |
| 2017 - Barrage (groupe mondial II) - Canada - Kazakhstan - 3 : 2 |            |          |            |                                      |                                       |                   |          |
| 2                                                                | 22/04/2017 | Montréal | Dur (int.) | Kamila Kerimbayeva Galina Voskoboeva | Gabriela Dabrowski Katherine Sebov    | 6-7, 7-66, [10-5] | Parcours |

## Classements WTA en fin de saison
| Année          | 2001 | 2002 | 2003 | 2004 | 2005 | 2006 | 2007 | 2008 | 2009 | 2010 | 2011 | 2012 | 2013 | 2014 |  | 2016 | 2017 | 2018 | 2019 | 2020 | 2021 |
| Rang en simple | 474  | 402  | 157  | 137  | 118  | 103  | 136  | 94   | 102  | 528  | 58   | 82   | 69   | 259  |  | 372  | 401  | –    | 1266 | 1314 | –    |
| Rang en double | 494  | 271  | 161  | 129  | 82   | 48   | 40   | 39   | 51   | 145  | 31   | 45   | 33   | 105  |  | 170  | 147  | 73   | 47   | 71   | 670  |

Source : (en) Classements de Galina Voskoboeva sur le site officiel de la Fédération internationale de tennis